# Vrh pri Šentjerneju
Vrh pri Šentjerneju este o localitate din comuna Šentjernej, Slovenia, cu o populație de 122 de locuitori.